# Billabong (empresa)
Billabong és una empresa australiana de roba surf, skate i snowboard. És actualment una de les marques pioneres del sector d'esports extrems junt amb Quiksilver (amb qui comparteix empresa matriu) i Rip Curl.
La paraula Billabong prové dels nadius australians i significa cala morta, literalment ("billa", en anglès "creek" i en català "cala"; i "bong" en anglès "dead" i en català "mort").
El 2018 l'empresa fou adquirida per Boardriders, Inc, propietària alhora de la seva marca competidora Quicksilver.

## Història
Billabong va ser fundada el 1973 en la Costa d'Or, Austràlia. Els seus dos fundadors van ser Gordon Merchant i la seva esposa, Reno Merchant. L'empresa va ser immediatament ben rebuda i impulsada per la gran cerca pels seus pantalons per a surf. Ja en aquella època, Billabong patrocinava competicions i esdeveniments, fet que va contribuir per a la divulgació i valorització de la marca.
En els anys 80, l'empresa ja estava consolidada al mercat australià i va iniciar la seva expansió internacional. El seu primer blanc va ser Amèrica del Nord, on va tenir gran acceptació. Encara en aquella dècada, les vendes de la marques van començar a guanyar gran volum al mercat internacional, destacant Nova Zelanda, el Japó i Sud-àfrica. A finals dels anys 80, l'empresa estableix una matriu europea.
En els anys 90, Billabong inicia una estratègia de diversificació de productes i comença a avançar sobre nous mercats, replicant el seu model de negocis per al públic d'altres esports: skate i snow.
L'11 d'agost del 2000, després d'una reestructuració, l'empresa es fa pública i passa a dir-se Billabong International Limited. Aquest canvi fa el grup financerament competitiu i l'empresa es fa extremadament dedicada amb un agressiu pla d'expansió i conquesta de mercat.
En l'inici del 2001, el grup compra Von Zipper (marca d'ulleres fosques). Quatre mesos després, compra l'Element (marca de skateware). Amb l'èxit d'aquestes adquisicions, Billabong International guanya més força i adquireix l'Honolua Surf Company.
En el gener del 2004, Billabong adquireix la Kustom (calçats), a més de la Palmers Surf el setembre d'aquell mateix any. L'última adquisició del grup va ser Nixon (rellotges) el gener de 2006.
A més del pla d'expansió comercial, l'empresa té fortes estratègies de màrqueting. Des de la dècada de 70 no deixa de patrocinar esdeveniments i competicions al costat del seu públic. Manté estratègies de diversificació de productes i mercats. A Austràlia i els Estats Units va obrir els seus propis punts de venda.
Billabong està present en més de 100 països d'Amèrica del Nord, el Carib, Amèrica del Sud, Europa, Orient Mitjà, Àsia, Àfrica i Austràlia. A partir de juny de 2004, té 1.386 empleats a tot el món. Les seves bases de fabricació de productes resideixen en països dispars com la Xina, Vietnam, Austràlia, Corea del Sud, Fiji, Mèxic i actualment Xile, a la ciutat d'Antofagasta. Una de les seves plantes de distribució més grans es troba a Hong Kong, que proporciona la major part del material a Oceania i també al Perú per la qualitat de la matèria primera.
El grup Billabong International va facturar més de 1.000 milions de dòlars el 2005. El 30 de juny de 2005, les vendes van ascendir a 841 milions de dòlars. Aquestes vendes inclouen les quatre empreses adquirides sota la propietat del grup Billabong International: Element, Von Zipper, Honolulu i Kustom